# Raymond de Bertrand
Pour les articles homonymes, voir de Bertrand.
Raymond de Bertrand, né le 19 septembre 1802 et mort le 11 juin 1864, est un érudit et historien français.

## Biographie
Raymond de Bertrand est né à Dunkerque. Il a été l'un des fondateurs de la Société dunkerquoise pour l'encouragement des sciences, des lettres et des arts en 1851, ainsi que du Comité flamand de France en 1853. Il a également été membre correspondant de la Commission Historique du département du Nord et de plusieurs sociétés savantes.
Il est l'auteur de plusieurs ouvrages sur l'histoire de la Flandre maritime, de Dunkerque et d'autres communes de la région Nord-Pas de Calais comme par exemple Zuydcoote ou Mardyck.

## Publications (sélection)
- Biographie des familles de Buisseret, de Cornemont et Vernimmen, Dunkerque, C. Drouillard, 1845, 52 p. (lire en ligne).
- Notice historique sur Antoine Alexis Perier de Salvert dans Mémoires de la Société dunkerquoise pour l'encouragement des sciences, des lettres et des arts, Société dunkerquoise pour l'encouragement des sciences, des lettres et des arts, 1862.
- Histoire de Mardick et de la Flandre maritime, Dunkerque, C. Drouillard, 1852. Texte en ligne disponible sur LillOnum.
- Notice historique sur la chapelle de Notre Dame des Dunes à Dunkerque, Dunkerque, C. Drouillard, 1853, 118 p. Texte en ligne disponible sur LillOnum.
- Dévotions populaires chez les flamands de France de l'arrondissement d'Hazebrouck, Dunkerque, Vanderest, 1854, 84 p.
- Notice historique sur Zuydcoote, Dunkerque, Vanderest, 1855.
- Histoire des pauvres clarisses anglaises de Gravelines,1857.
- Mélanges historiques sur Dunkerque, Dunkerque : Typ. Benjamin Kien, 1858.
- Le port et le commerce maritime de Dunkerque au XVIIIe siècle, Benjamin Kien, 1865, 598 p. (lire en ligne).
- Note sur les Brochery, Graveurs à Dunkerque, et sur une carte de l'ancien diocèse d'Ypres, Mémoire de la Société dunkerquoise pour l'encouragement des sciences, des lettres et des arts, 1862-1864, neuvième volume, p. 65 (lire en ligne sur Gallica).